# Casalini
Pour les articles homonymes, voir Casalini (homonymie).
Casalini est un constructeur automobile italien spécialisée dans la construction de quadricycles légers à moteur qui peuvent se conduire avec le permis AM.

## Histoire
La marque a été fondée en 1939 à Plaisance (Italie), et jusqu'en 1969 a produit la première machine automatique à faire la pâte, puis des motos et des véhicules à trois roues.
Parmi les produits les plus connus figure le Sulky, produit depuis 1971 : une petite voiture à trois roues qui a obtenu un succès commercial modéré.
Après 1994 et la réception italienne de la directive européenne 92/61 CE, Casalini a commencé à produire des vrais quadricycles, dont le premier modèle était le Kore 500.
L'évolution technique et esthétique de ce véhicule a été appelé Sulkyydea (1996), Ydea (2000), Sulkydea LV (2004), Sulky (2008) et M10 (2010).
Durant ces dernières années la production de ces mini-voitures a été accompagnée par deux véhicules intéressants pour le transport et les loisirs : Kerry et Pickup.
Les quadricycles produits par Casalini ont une structure très robuste, constituée d'un cadre en acier traité contre la corrosion et un corps en matériau composite, qui offre une sécurité active et passive.
La sécurité est assurée par des grandes fenêtres et la présence de quatre freins à disque, d'une suspension indépendante et la limitation de la vitesse à 45 km/h sont des fonctions de sécurité très importantes en termes de tenue de route, de freinage et de confort.
Après l'obtention de l'approbation européenne le 24 novembre 2010, à partir de 2011 Casalini a introduit le premier quadricycle léger avec système antiblocage (mieux connu comme ABS).

## Aujourd'hui
Aujourd'hui, Casalini produit une voiture sans permis appelée M20 et un véhicule utilitaire, le Kerry.